# Ereteken van de Roemeense Adelaar
Het Ereteken van de Roemeense Adelaar werd op 16 augustus 1933 door koning Carol II van Roemenië ingesteld. Het gaat om een instituut dat de kenmerken van een ridderorde en een ambtsinsigne combineert. De koning verleende het Ereteken aan de Roemeense senatoren en de leden van de Tweede Kamer van het Roemeense Parlement. Buitenlandse parlementariërs konden ook met het Ereteken worden gedecoreerd.
De Orde kreeg de in het internationale diplomatieke verkeer gebruikelijke vijf klassen. Een ridderorde die tegelijk ook een ambtsinsigne is komt vaker voor, een ander voorbeeld is de Ottomaanse Orde van het Ottomaanse Parlement.
De orde werd na de val van de Roemeense monarchie in 1947 afgeschaft maar na de val van het communisme werd de orde in een wet waarin het nieuwe Roemeense decoratiestelsel in 2000 werd beschreven. Nadere regels werden in 2004 in een wet vastgelegd. De orde zal in 2011 voor het eerst weer worden toegekend. Men wilde eerder tot verlening overgaan maar de mal voor het gieten van de bronzen adelaar is verloren gegaan. De parlementariërs streden ook over de vraag wie moest worden gedecoreerd en over postume toekenningen. Ondanks een verhit debat kwam men niet tot overeenstemming. Het in 2011 gekozen parlement mag de impasse oplossen.
De vijf graden:
- Grootofficier
- Commandeur der Ie Klasse
- Commandeur der IIe Klasse
- Officier
- Ridder

De gebruikelijke hoogste graad in een ridderorde, het Grootkruis, ontbreekt.

## Het versiersel
Het kleinood van deze orde is een vergulde of verzilverde gekroonde adelaar van brons. De adelaar, het Roemeense wapendier draagt in zijn klauwen een zwaard en een scepter Op de borst van de adelaar is een schild met het geëmailleerde wapen van het koninkrijk gelegd.
Men droeg de versierselen aan een lint om de hals of aan een lint op de linkerborst.
De Grootofficier droeg een verguld bronzen adelaar om de hals en een ster op de linkerborst, de Commandeurs droegen vergulde en verzilverde adelaars om de hals en de Officier droeg een verguld bronzen adelaar op de borst. De adelaar van de Ridder der IIe Klasse was van verzilverd brons. De ster had acht punten en was verguld.
Het lint is blauw met een geel met rode bies.